# Vincent Gil
Vincent „Vince“ Gil (* 1939 in Sydney; † 21. August 2022) war ein australischer Schauspieler.

## Leben
Gil trat seit Mitte der 1960er Jahre als Schauspieler in Erscheinung. Bekannt wurde er durch die Rolle des „Nightrider“ in Mad Max. Daneben war er auch in mehreren Fernsehserien wie Nachbarn, A Country Practice oder Prisoner zu sehen. Sein Schaffen umfasst mehr als 60 Produktionen für Film und Fernsehen. In den 1980er und 1990er Jahren war er gelegentlich auch als Drehbuchautor an einigen Serien beteiligt.